# Calcariidae
I Calcariidae Ridgway, 1901 sono una famiglia di uccelli dell'ordine Passeriformes.

## Descrizione

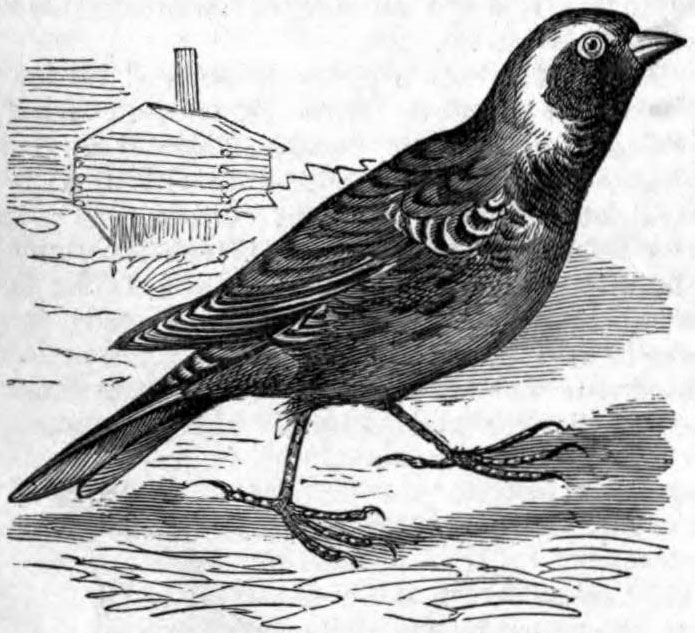
Calcarius lapponicus.

Si tratta di uccelli di piccole dimensioni (13,5-19 cm), dall'aspetto robusto e massiccio, muniti di testa squadrata con corto becco robusto e conico, ali appuntite, coda dalla punta lievemente forcuta e forti zampe: il piumaggio varia dopo ciascuna muta, coi due sessi dalla colorazione simile, mimetica e dominata dal bruno e dal grigio, all'infuori della stagione riproduttiva, mentre durante quest'ultimo compare un marcato dimorfismo sessuale, con maschi più colorati (soprattutto su testa e petto) o quasi completamente bianchi (nel genere Plectrophenax).

## Distribuzione e habitat

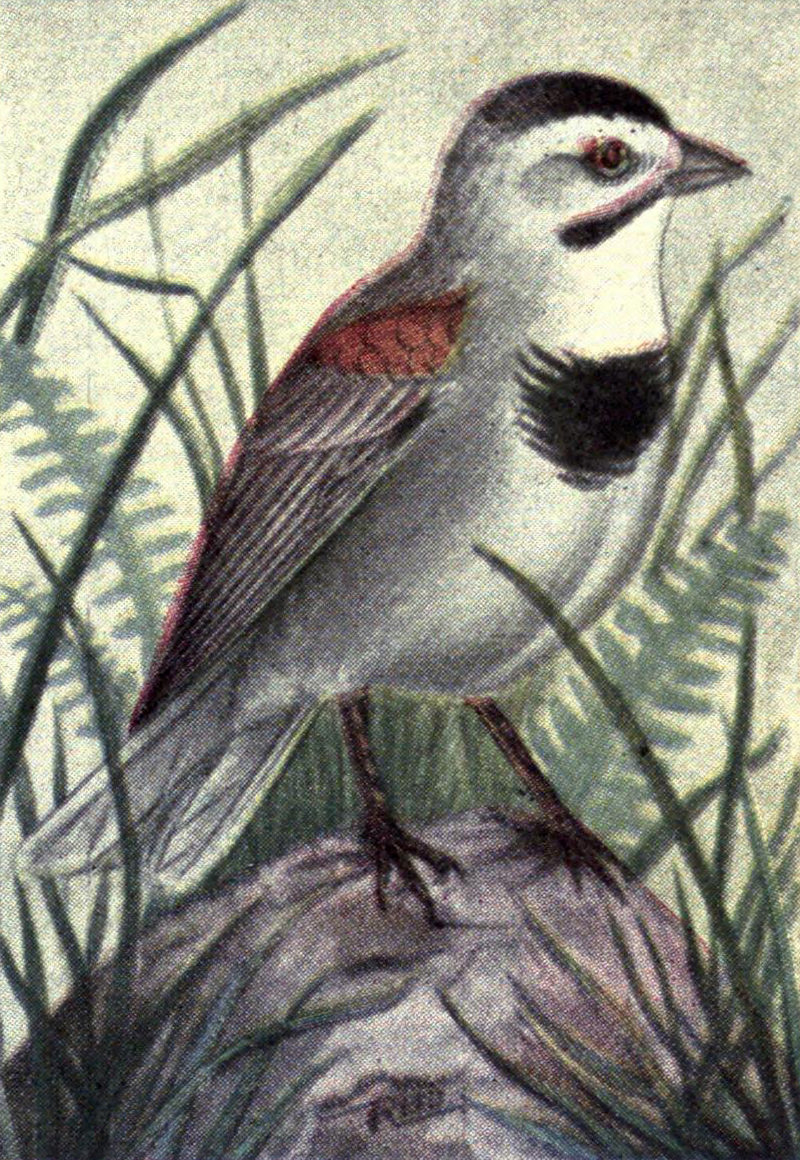
Rhynchophanes mccownii.

La famiglia ha distribuzione olartica: la maggior parte delle specie vive in Nordamerica, ma due (lo zigolo di Lapponia e lo zigolo delle nevi) sono diffuse anche in Eurasia: le varie specie della famiglia (tranne una, lo zigolo di McKay, che è stanziale) sono migratrici, che in autunno scendono verso sud per svernare, salvo poi ritornare a nord in primavera per la riproduzione.

## Biologia
La famiglia comprende uccelletti diurni e socievoli, che all'infuori della stagione riproduttiva vivono in grandi stormi, anche misti con altre specie affini, compiendo spostamenti continui fra le aree prative e la tundra alla ricerca di cibo, che consiste in semi e granaglie, ma anche di insetti ed in genere di qualunque cosa commestibile venga reperita, data anche l'ostilità di molti ambienti frequentati dai membri della famiglia.
I calcaridi sono uccelli monogami, nei quali è la sola femmina ad occuparsi della costruzione del nido (che avviene generalmente al suolo), della cova e della cura dei nidiacei.

## Tassonomia

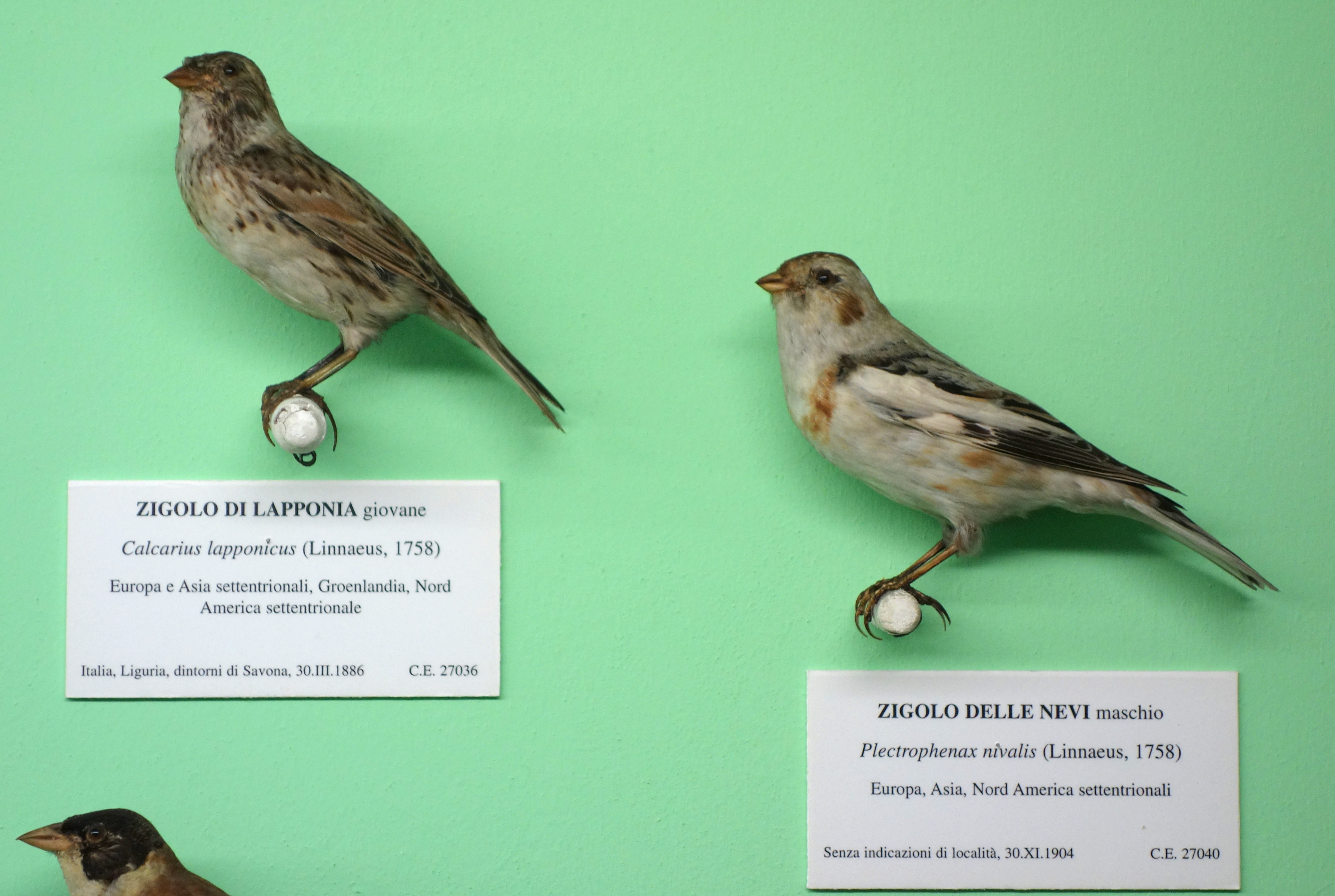
In alto giovane di Calcarius lapponicus
In basso maschio di Plectrophenax nivalis.

La famiglia comprende tre generi, per un totale di sei specie:
Famiglia Calcariidae
- Genere Rhynchophanes
  - Rhynchophanes mccownii (Lawrence, 1851) - zigolo di McCown
- Genere Calcarius
  - Calcarius lapponicus (Linnaeus, 1758) - zigolo di Lapponia
  - Calcarius pictus (Swainson, 1832) - zigolo di Smith
  - Calcarius ornatus (Townsend, 1837) - zigolo ornato
- Genere Plectrophenax
  - Plectrophenax nivalis (Linnaeus, 1758) - zigolo delle nevi
  - Plectrophenax hyperboreus Ridgway, 1884 - zigolo di McKay

La storia tassonomica della famiglia è molto recente: questi uccelli, infatti, erano tutti ascritti agli Emberizidae fino al 2008, quando venne evidenziata una certa distanza fra il clade che poi sarebbe diventato la famiglia Calcaridae ed il resto degli Emberizidae, e per contro una maggiore affinità di questi uccelli con le famiglie dei Parulidae, i Thraupidae ed i Cardinalidae, rispetto ai quali rappresentano un clade molto basale. Tali risultati portarono questi uccelli ad essere accorpati prima in una propria sottofamiglia (Calcarini, sempre in seno agli emberizidi) e poi, nel 2010, in una famiglia a sé stante.
Le varie specie di calcaridi hanno cominciato a divergere dall'ultimo antenato comune fra i 4,2 ed i 6,2 milioni di anni fa, all'inizio del Pliocene, col diffondersi delle praterie erbose nell'emisfero boreale. Nell'ambito della famiglia, il genere Calcarius risulta basale rispetto al clade Rhynchophanes-Plectrophenax.